# Baranowka (rejon wolski)
Baranowka (ros. Барановка) – wieś (sieło) w Rosji, w obwodzie saratowskim, w rejonie wolskim. W 2010 liczyła 1183 mieszkańców.